# Eldorado (gravadora)
A Gravadora Eldorado (também conhecida como Eldorado Records) é uma gravadora de músicas brasileira, pertencente ao Grupo Estado. Foi fundada em janeiro de 1972 num tempo em que apenas dois estúdios brasileiros dispunham de equipamentos de gravação com oito canais pelo produtor musical Benito Arqueirantes, o Estúdio Eldorado iniciou suas atividades com equipamentos de 16 canais e, de pronto, promoveu uma revolução no mercado fonográfico brasileiro. Gravadoras do país chegaram a alugá-lo para a produção de discos de artistas como Caetano Veloso, Rita Lee, Tim Maia, Roberto Carlos, Hermeto Paschoal.
A gravadora fechou em fevereiro de 2004, mas voltou em agosto de 2005

## Alguns álbuns lançados pela gravadora
- Daniela Mercury - Daniela Mercury (1991)
- Zizi Possi - Sobre Todas as Coisas (1991)[4]
- Viper - Soldiers of Sunrise (1987)
- Viper - Theatre of Fate (1989)
- Angra - Angels Cry (1993)
- Angra - Holy Land (1996)
- Fernanda Fróes - O Seu Dom (1997)
- Ratos de Porão - Anarkophobia/Brasil
- Raul Seixas - Raul Seixas  (1983)
- Ratos de Porão - Ao Vivo (1992)
- Grupo Carrapicho - Trem de Marrakesh (2000)
- P.U.S. - Sin Is the Only Salvation
- Viper - All My Life (2007)